# Lee Gross
(en) Statistiques sur pro-football-reference
Lee Monroe Gross III (né le 29 juillet 1953 à Montgomery) est un joueur américain de football américain. Il est le père du joueur de baseball Gabe Gross.

## Carrière

### Université
Gross étudie à l'université d'Auburn, jouant pour l'équipe de football américain des Tigers.

### Professionnel
Lee Gross est sélectionné au second tour du draft de la NFL de 1975 par les Saints de la Nouvelle-Orléans au trente-deuxième choix. Pour sa première saison, Gross entre au cours de neuf matchs. Il n'arrive pas à obtenir un poste de centre titulaire et est libéré après la saison 1977 où il a récupéré un fumble.
Après une saison passée comme agent libre, il revient en NFL en 1979 après avoir signé avec les Colts de Baltimore mais là non plus il n'arrive à se faire une place de titulaire, restant centre remplaçant.